# 兵庫柔整専門学校
兵庫柔整専門学校（ひょうごじゅうせいせんもんがっこう）は、学校法人兵庫医療学園が運営する兵庫県神戸市にあった柔道整復師養成施設である。

## 沿革
- 2008年4月 神戸市中央区下山手通4-2-7に開校。
- 2019年3月 閉校。

## 学科
- 第1柔整学科（昼間部）定員40名
- 第2柔整学科（夜間部）定員20名

## 取得できる資格
- 柔道整復師試験受験資格

## 所在地
〒650-0011 兵庫県神戸市中央区下山手通4-2-7
最寄駅 - JR西日本元町駅徒歩4分、神戸市営地下鉄県庁前下車すぐ

## 姉妹校
- 兵庫鍼灸専門学校公式ホームページ

## 提携校
- 埼玉県にある人間総合科学大学と提携を結び、学士号取得支援教育（ダブルスクール制度）を実施していた。

座標: 北緯34度41分28.9秒 東経135度11分10.5秒 / 北緯34.691361度 東経135.186250度